# Präludium und Fuge As-Dur BWV 886 (Das Wohltemperierte Klavier, II. Teil)
Präludium und Fuge As-Dur, BWV 886, bilden ein Werkpaar im 2. Teil des Wohltemperierten Klaviers, einer Sammlung von Präludien und Fugen für Tasteninstrumente von Johann Sebastian Bach.

## Präludium
Dieses Präludium beeindruckt durch majestätische Größe. Die 77 Takte sind tonartlich klar gegliedert und in dieser Hinsicht am ehesten mit dem Präludium in F-Dur aus dem zweiten Teil vergleichbar. Nach 16 Takten in der Tonika As-Dur folgen 17 Takte in der Dominante Es-Dur, 16 Takte in der Tonikaparallele f-Moll und 14 Takte in der Subdominante Des-Dur, bis in Takt 64 wieder die Tonika erreicht wird. Zudem enthalten schon die beiden ersten Takte einen Wechsel zwischen vierstimmigem, konzertantem „Tutti“ und zweistimmigem „Solo“. Als harmonische Besonderheit finden sich zwei neapolitanische Sextakkorde, erstmals in Takt 31. Der zweite Neapolitaner in Takt 74 führt in die ungewöhnliche Tonart Heses-Dur – eine Wendung, die gegen den Abschluss der Fuge wiederholt wird.
Jörg Demus beschreibt das modulatorische Geschehen dieses Präludiums in poetischer Weise:

„Wir müssen uns nur vom Kadenzstrom tragen lassen, unser Schifflein auf den breiten, musikalischen Wellen des fast unüberschaubaren As-Dur-Präludiums zunächst dem rechten Sog der Dominante in Takt 16 anvertrauen, ihm dann mit geschicktem Ruderschlag nach links subdominantische Wendung geben, es sicher über den ‚Neapolitaner‘ auf Ges in Takt 31 zur Tonikaparallele f-Moll in Takt 34 steuern. Einige Mühe kostet es, wieder flott zu werden, kurz verweilen wir an den lieblichen Des-Dur-Gestaden ab Takt 50, werden ein wenig zur Dominante abgetrieben (Takt 62); doch nun weitet sich der Fluss zum Strom, die Dominante wird in Takt 63 zum ‚Halbschluss‘, und in der wieder gewonnenen Strommitte aus As-Dur treiben wir gefahrlos dahin, bevor wir sicher anlegen.“

## Fuge

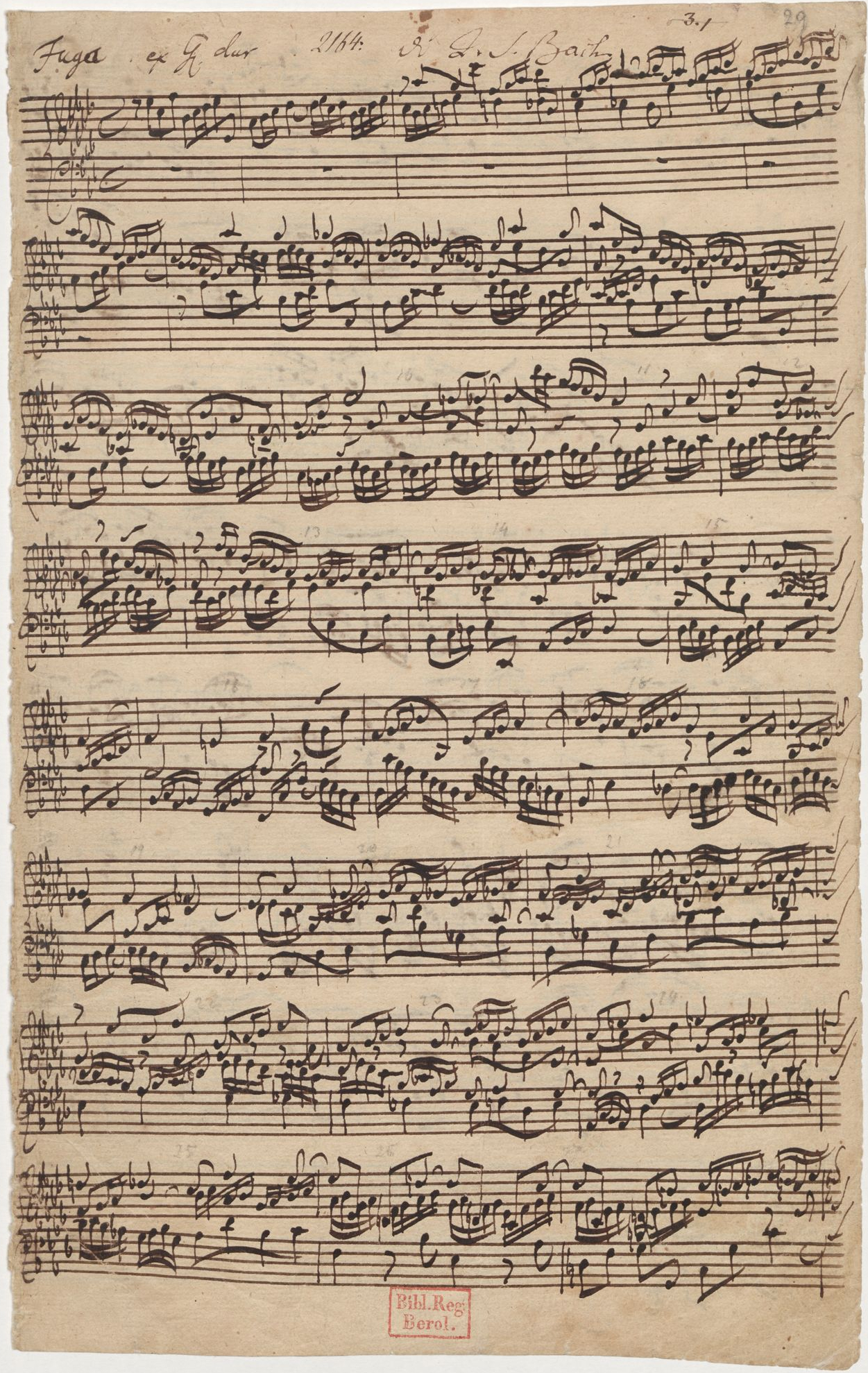
Beginn der Fuge As-Dur (Takt 1–27) im Londoner Autograph

Die Fuge in As-Dur birgt einige Überraschungen. Sie enthält 50 Takte, wird als vierstimmig angekündigt und beginnt in der Tat mit vier Themeneinsätzen in der Reihenfolge Alt – Sopran – Tenor – Bass, doch beim vierten Themeneinsatz in Takt 8 verabschiedet sich die vierte Stimme (Sopran oder Alt?). In der Folge bleibt das Stück zunächst dreistimmig und wird erst in Takt 42 vierstimmig. Die drei abschließenden Takte, mit dem letzten Themeneinsatz, sind sogar fünfstimmig gesetzt. Ein weiteres Verwirrspiel bietet das erste Zwischenspiel in Takt 10–13, in dem das Duett der beiden Oberstimmen, mit Themenanklängen, die siebenmalige Sequenz des Basses in Sechzehntelnoten überdeckt. Eine Frühfassung der Fuge wurde von Bach in seinen Köthener Jahren geschrieben, gehörte zu einem Präludium mit Fughetta in F-Dur (BWV 901) und enthielt nur 23 Takte. Sie endete auf dem ersten Achtel von Takt 24 der späteren Fassung in As-Dur, die etwa 20 Jahre später komponiert wurde.
Das Thema ist durchgängig vom Intervall der Quarte geprägt. Es gibt keinen Thementon, der nicht mit einem Quartsprung erreicht oder verlassen wird oder in einem Quartgang steht.
Genauere Betrachtung verdienen die fein ausbalancierten Gegensätze zwischen dem Thema und den zwei begleitenden Kontrapunkten. Im Gegensatz zur Diatonik des Themas steht die Chromatik des ersten Kontrapunkts, der einen Passus duriusculus enthält. Während das Thema mit Achtelnoten beginnt und in einem rhythmischen Crescendo mit Sechzehnteln endet, strömt der zweite Kontrapunkt, der erstmals in Takt 5 auftritt, durchgängig in ruhig fließenden Sechzehnteln dahin. Wie im Präludium ist gegen den Schluss hin (Takt 45) ein neapolitanischer Sextakkord gesetzt, der nach Heses-Dur führt, einen Halbton über der Tonika.